# Marjan Bolhar
Marjan Bolhar, slovenski športnik in poklicni gasilec, * 17. november 1976

## Življenjepis in zasebno življenje

### Rojstvo in otroštvo
Marjan se je rodil 17. novembra 1976 v Ljubljani. Otroštvo je preživel v vasi Češenik (občina Domžale). 

### Kariera in prostovoljstvo
Z gasilstvom se je pričel ukvarjati v mladosti, ko je kot prostovoljec pionir začel z delovanjem v PGD Dob, kjer prostovoljno služi še danes. Pozneje je postal profesionalni gasilec. Deluje tudi v prostovoljnem industrijskem društvu Helios. Poleg redne službe je tudi ustanovitelj in glavni trener Kluba borilnih veščin Domžale. Opravlja tudi prostovoljno delo trenerja za otroke s posebnimi potrebami v Osnovni šoli Roje, v Domu upokojencev Domžale in v Šoli zdravja Domžale.

## Športna kariera
Marjan se je začel s športom ukvarjati že v mladih letih. Začel je s treningom in tekmovanji v BMX turnirjih.  Prve resne rezultate v boksu je dosegel pri 15 letih, ko je bil izbran za Naj mladinca Slovenije. Po amaterski boksarski karieri je športno udejstvovanje nadaljeval v kikboksu, kjer je dosegel več odmevnih mednarodnih rezultatov. Do leta 2006 je bil Marjanov trener znan slovenski boksar in avtor Janez Gale. Marjan je zadnji od njegovih aktivnih tekmovalcev (v letu 2022). V svoji športni karieri je nastopil več kot 300-krat.
Na WAKO odprtem prvenstvu Oceanije je leta 2018 srečal znanega bodybuilderja, igralca in guvernerja Kalifornije Arnolda Schwarzeneggerja, ki mu je za dosežek čestital in se z njim fotografiral ter ga povabil na tekmovanje "Najmočnejši gasilec na svetu" v Kaliforniji (2020), ki se ga je Marjan pozneje tudi udeležil.
V času športne kariere se je Marjan spopadal s težavami s koleni, vendar je uspel karierno nadaljevati kljub rehabilitaciji obeh kolenskih sklepov.

### Diplome, licence, rangi
Marjan je v svoji športni karieri s poučevanjem in treningom različnih športov dosegel naslednje nazive:
- Boks - licenciran trener[25][26]
- Kickbox - licenciran trener[6][26]
- Kickbox - mojster borilnih veščin, 4. dan[27][28]
- Aikido - mojster borilnih veščin, 1. dan[6][29]

### Ostala priznanja
- 2013 - Športnik občine Domžale[30]
- 2015 - Športnik občine Domžale[31]
- Priznanje za dolgoletno delo in izjemne dosežke Združenja poklicnih gasilcev Slovenije
- 2013 - WAKO poseben pokal za naj borca vseh članskih kategorij (Antalya, Turčija)[32][16]
- 2014 - Srebrna plaketa Olimpijskega komiteja Slovenije za izjemne dosežke[33][34]
- 2014 - Posebno priznanje Občine Domžale in Zavoda za šport in rekreacijo Domžale[35]
- 2014 - Posebno priznanje Občine Domžale in Zavoda za šport in rekreacijo Domžale[36]
- 2016 - Srebrna plaketa Olimpijskega komiteja Slovenije za izjemne dosežke[37]
- 2021 - Priznanje občine Domžale za posebne dosežke za 28 let tekmovanj in 21 let trenerstva[38]

### Boks
Pomembnejši rezultati s tekmovanj v boksu:
- naj mladinec (Slovenija)[15][6]
- 2003 - državni prvak Slovenije v kategoriji - 75 kg[39]
- 2003 - Jeklena pest Slovenije[39][40]
- 2003 - Zlati pas prvakov trofeja Slovenije[39]
- 2004 - državni prvak Slovenije v kategoriji - 75 kg [39]
- 2004 - Jeklena pest Slovenije[40]
- 2004 - Zlati pas prvakov trofeja Slovenije[39]

### Kikboks
V več kot desetletje trajajoči športni karieri je Marjan dosegel odmevne rezultate na treh kontinentih - Evropi, Severni Ameriki in Avstraliji. Hkrati je bil tudi večkratni slovenski državni prvak v kikboksu in član slovenske kikboks reprezentance.
Pomembnejši rezultati s tekmovanj v kikboksu:
- večkratni (15x) državni prvak (Slovenija)[6][1]
- 2006 - WAKO Svetovni pokal (Dublin, Irska), 2. mesto[41]
- 2011 - Balkansko prvenstvo (Beograd, Srbija), 1. mesto[42]
- 2011 - WAKO Svetovni pokal "Best fighter" (Rimini, Italija), 1. mesto[43]
- 2011 - WAKO Evropski pokal (Italija), 1. mesto
- 2013 - WAKO Evropski pokal (Beograd, Srbija), 1. mesto[44]
- 2013 - WAKO Evropski pokal (Turin, Italija), 1. mesto[45]
- 2013 - WAKO Svetovni pokal (Antalya, Turčija), 3. mesto[32]
- 2014 - WAKO Ameriško odprto prvenstvo (Toronto, Kanada), 1. mesto[46][47]
- 2015 - WAKO Ameriško odprto prvenstvo (Toronto, Kanada), 1. mesto[48]
- 2015 - WAKO Svetovni pokal (Beograd, Srbija), 3. mesto[49]
- 2016 - WAKO Evropski pokal (Mareno di Piave, Italija), 2. mesto[50]
- 2016 - WAKO Svetovni pokal (Las Vegas, Nevada, ZDA), 3. mesto[50]
- 2018 - WAKO Evropski pokal (Makarska, Hrvaška), 1. mesto[51]
- 2018 - WAKO Odprto prvenstvo Oceanije (Melbourne, Avstralija), 1. mesto[52][53][19][1]
- 2019 - WAKO Odprto prvenstvo Oceanije (Auckland, Nova Zelandija), 1. mesto[53][54][55]

S tekmovanjem na WAKO Odprtem prvenstvu Oceanije 2019 v Aucklandu je Marjan tudi zaključil svojo kariero v kikboksu.

### Gasilska tekmovanja
- 2020 - Dobrodelni dogodek za Kalifornijske gasilce (Santa Monica, Kalifornija)[21], na katerem je Marjan tekmoval v postavi 10 najboljših poklicnih gasilcev, kot edini Evropejec. Pomeril se je v konkurenci 8 Američanov in 1 Kanadčana.[21]